# Bretagne Classic
A Bretagne Classic (ou Bretagne Classic Ouest-France por razões de patrocínio) é uma corrida anual de ciclismo de estrada na região do Plouay, na França. A corrida é de um dia, foi criada como Grand-Prix de Plouay em 1931 e faz parte da UCI World Tour. 

## Palmarés

### Masculino
| Ano                                                              | Vencedor                  | Segundo                 | Terceiro                    |
| ---------------------------------------------------------------- | ------------------------- | ----------------------- | --------------------------- |
| 1931                                                             | Fañch Favé                | Pierre Le Doare         | André Godinat               |
| 1932                                                             | Philippe Bono             | Paul Le Drogo           | Ferdinand Le Drogo          |
| 1933                                                             | Philippe Bono             | Raymond Louviot         | Julien Grujon               |
| 1934                                                             | Lucien Tulot              | Jean Keriel             | René Durin                  |
| 1935                                                             | Jean Le Dilly             | E. Le Gallo             | Raymond Drouet              |
| 1936                                                             | Pierre Cogan              | François Lucas          | Jean Le Dilly               |
| 1937                                                             | Jean-Marie Goasmat        | Robert Oubron           | Amédée Fournier             |
| 1938                                                             | Pierre Cloarec            | Robert Tanneveau        | Jean-Marie Goasmat          |
| 1939-1944 edições não realizadas devido à Segunda Guerra Mundial |                           |                         |                             |
| 1945                                                             | Éloi Tassin               | Christophe Taeron       | Georges Gouyette            |
| 1946                                                             | Ange Le Strat             | Roger Chupin            | Pierre Cogan                |
| 1947                                                             | Raymond Louviot           | Albert Bourlon          | Roger Chupin                |
| 1948                                                             | Éloi Tassin               | Francis Chretien        | Raymond Louviot             |
| 1949                                                             | Amand Audaire             | Guy Butteux             | René Haugustaine            |
| 1950                                                             | Amand Audaire             | André Ruffet            | Germain Mercier             |
| 1951                                                             | Émile Guérinel            | Guy Butteux             | Jean Erussard               |
| 1952                                                             | Émile Guérinel            | François Mahé           | Jean Bobet                  |
| 1953                                                             | Serge Blusson             | Louis Gillet            | Raymond Scardin             |
| 1954                                                             | Ugo Anzile                | Jean Le Guilly          | Jean Cadras                 |
| 1955                                                             | Jean-Jacques Petitjean    | Jacques Dupont          | Joseph Le Cadet             |
| 1956                                                             | Valentin Huot             | René Fournier           | Joseph Morvan               |
| 1957                                                             | Isaac Vitré               | Joseph Morvan           | Joseph Groussard            |
| 1958                                                             | Jean Gainche              | André Ruffet            | Joseph Thomin Fernand Picot |
| 1959                                                             | Emmanuel Crenn            | Jean Gainche            | Félix Lebuhotel             |
| 1960                                                             | Hubert Ferrer             | André Foucher           | Joseph Velly                |
| 1961                                                             | Fernand Picot             | Emile Le Bigaut         | Max Bléneau                 |
| 1962                                                             | Jean Gainche              | Georges Groussard       | Joseph Morvan               |
| 1963                                                             | Fernand Picot             | Pierre Le Mellec        | Fernand Delort              |
| 1964                                                             | Jean Bourlès              | Hubert Ferrer           | Jean Gainche                |
| 1965                                                             | François Goasduff         | Hubert Niel             | Jean-Louis Jagueneau        |
| 1966                                                             | Claude Mazeaud            | Jean Bourlès            | Pierre Le Mellec            |
| 1967                                                             | François Hamon            | Georges Chappe          | Maurice Morin               |
| 1968                                                             | Jean Jourden              | Jean-Claude Lebaube     | André Zimmermann            |
| 1969                                                             | Jean Jourden              | François Goasduff       | Léon-Paul Ménard            |
| 1970                                                             | Gianni Marcarini          | Robert Bouloux          | Roland Berland              |
| 1971                                                             | Jean-Pierre Danguillaume  | Jacques Gestraut        | Raymond Delisle             |
| 1972                                                             | Robert Bouloux            | Gérard Besnard          | Enzo Mattioda               |
| 1973                                                             | Jean-Claude Largeau       | Gilbert Bellone         | Guy Sibille                 |
| 1974                                                             | Raymond Martin            | Jacques Botherel        | Claude Aigueparses          |
| 1975                                                             | Cyrille Guimard           | Jean-Louis Danguillaume | Guy Santy                   |
| 1976                                                             | Jacques Bossis            | Patrick Perret          | Pierre-Raymond Villemiane   |
| 1977                                                             | Jacques Bossis            | Roger Legeay            | Christian Seznec            |
| 1978                                                             | Pierre-Raymond Villemiane | Joop Zoetemelk          | Marcel Tinazzi              |
| 1979                                                             | Frits Pirard              | Jean Chassang           | Yvon Bertin                 |
| 1980                                                             | Patrick Friou             | Jacques Bossis          | Bernard Becaas              |
| 1981                                                             | Gilbert Duclos-Lassalle   | Dominique Arnaud        | Raymond Martin              |
| 1982                                                             | Francis Castaing          | Régis Clère             | Didier Vanoverschelde       |
| 1983                                                             | Pierre Bazzo              | Marc Madiot             | Stephen Roche               |
| 1984                                                             | Sean Kelly                | Frédéric Vichot         | Éric Caritoux               |
| 1985                                                             | Éric Guyot                | Rudy Matthijs           | Marc Madiot                 |
| 1986                                                             | Martial Gayant            | Sean Kelly              | Søren Lilholt               |
| 1987                                                             | Gilbert Duclos-Lassalle   | Jean-Claude Bagot       | Frédéric Brun               |
| 1988                                                             | Luc Leblanc               | Charly Mottet           | Patrice Esnault             |
| 1989                                                             | Jean-Claude Colotti       | Bruno Cornillet         | Gilles Delion               |
| 1990                                                             | Bruno Cornillet           | Martial Gayant          | Thomas Wegmüller            |
| 1991                                                             | Armand de Las Cuevas      | Andreas Kappes          | Miguel Arroyo               |
| 1992                                                             | Ronan Pensec              | Serge Baguet            | Thierry Claveyrolat         |
| 1993                                                             | Thierry Claveyrolat       | Jean-François Bernard   | Thierry Laurent             |
| 1994                                                             | Andrei Tchmil             | Richard Virenque        | Jens Heppner                |
| 1995                                                             | Rolf Järmann              | Laurent Madouas         | Christian Henn              |
| 1996                                                             | Frank Vandenbroucke       | Laurent Brochard        | Andrei Tchmil               |
| 1997                                                             | Andrea Ferrigato          | Sergio Barbero          | Chris Horner                |
| 1998                                                             | Pascal Hervé              | Ludo Dierckxsens        | Stéphane Heulot             |
| 1999                                                             | Christophe Mengin         | Markus Zberg            | Sergei Ivanov               |
| 2000                                                             | Michele Bartoli           | Nico Mattan             | Walter Bénéteau             |
| 2001                                                             | Nico Mattan               | Patrice Halgand         | Patrick Jonker              |
| 2002                                                             | Jeremy Hunt               | Stuart O'Grady          | Baden Cooke                 |
| 2003                                                             | Andy Flickinger           | Anthony Geslin          | Nicolas Jalabert            |
| 2004                                                             | Didier Rous               | Serge Baguet            | Guido Trentin               |
| 2005                                                             | George Hincapie           | Alexandre Usov          | Davide Rebellin             |
| 2006                                                             | Vincenzo Nibali           | Juan Antonio Flecha     | Manuele Mori                |
| 2007                                                             | Thomas Voeckler           | Thor Hushovd            | Danilo Di Luca              |
| 2008                                                             | Pierrick Fédrigo          | Alessandro Ballan       | David López García          |
| 2009                                                             | Simon Gerrans             | Pierrick Fédrigo        | Paul Martens                |
| 2010                                                             | Matthew Goss              | Tyler Farrar            | Yoann Offredo               |
| 2011                                                             | Grega Bole                | Simon Gerrans           | Thomas Voeckler             |
| 2012                                                             | Edvald Boasson Hagen      | Rui Costa               | Heinrich Haussler           |
| 2013                                                             | Filippo Pozzato           | Giacomo Nizzolo         | Samuel Dumoulin             |
| 2014                                                             | Sylvain Chavanel          | Andrea Fedi             | Arthur Vichot               |
| 2015                                                             | Alexander Kristoff        | Simone Ponzi            | Ramūnas Navardauskas        |
| 2016                                                             | Oliver Naesen             | Alberto Bettiol         | Alexander Kristoff          |
| 2017                                                             | Elia Viviani              | Alexander Kristoff      | Sonny Colbrelli             |
| 2018                                                             | Oliver Naesen             | Michael Valgren         | Tim Wellens                 |
| 2019                                                             | Sep Vanmarcke             | Tiesj Benoot            | Jack Haig                   |
| 2020                                                             | Michael Matthews          | Luka Mezgec             | Florian Sénéchal            |
| 2021                                                             | Benoît Cosnefroy          | Julian Alaphilippe      | Mikkel Honoré               |
| 2022                                                             | Wout van Aert             | Axel Laurance           | Alexander Kamp              |
| 2023                                                             | Valentin Madouas          | Mathieu Burgaudeau      | Felix Großschartner         |
| 2024                                                             | Marc Hirschi              | Paul Magnier            | Magnus Cort                 |

Nota: Na edição de 2005, George Hincapie foi declarado inicialmente o vencedor mas em 2012 os seus resultados entre 31 de maio de 2004 e el 31 de julho de 2006 foram anulados por doping.

## Palmarés por países
Atualizado após edição de 2023
| País          | Vitorias |
| ------------- | -------- |
| França        | 63       |
| Itália        | 6        |
| Bélgica       | 6        |
| Austrália     | 3        |
| Noruega       | 2        |
| Países Baixos | 1        |
| Irlanda       | 1        |
| Moldávia      | 1        |
| Suíça         | 1        |
| Reino Unido   | 1        |
| Eslovênia     | 1        |